# Koorcha

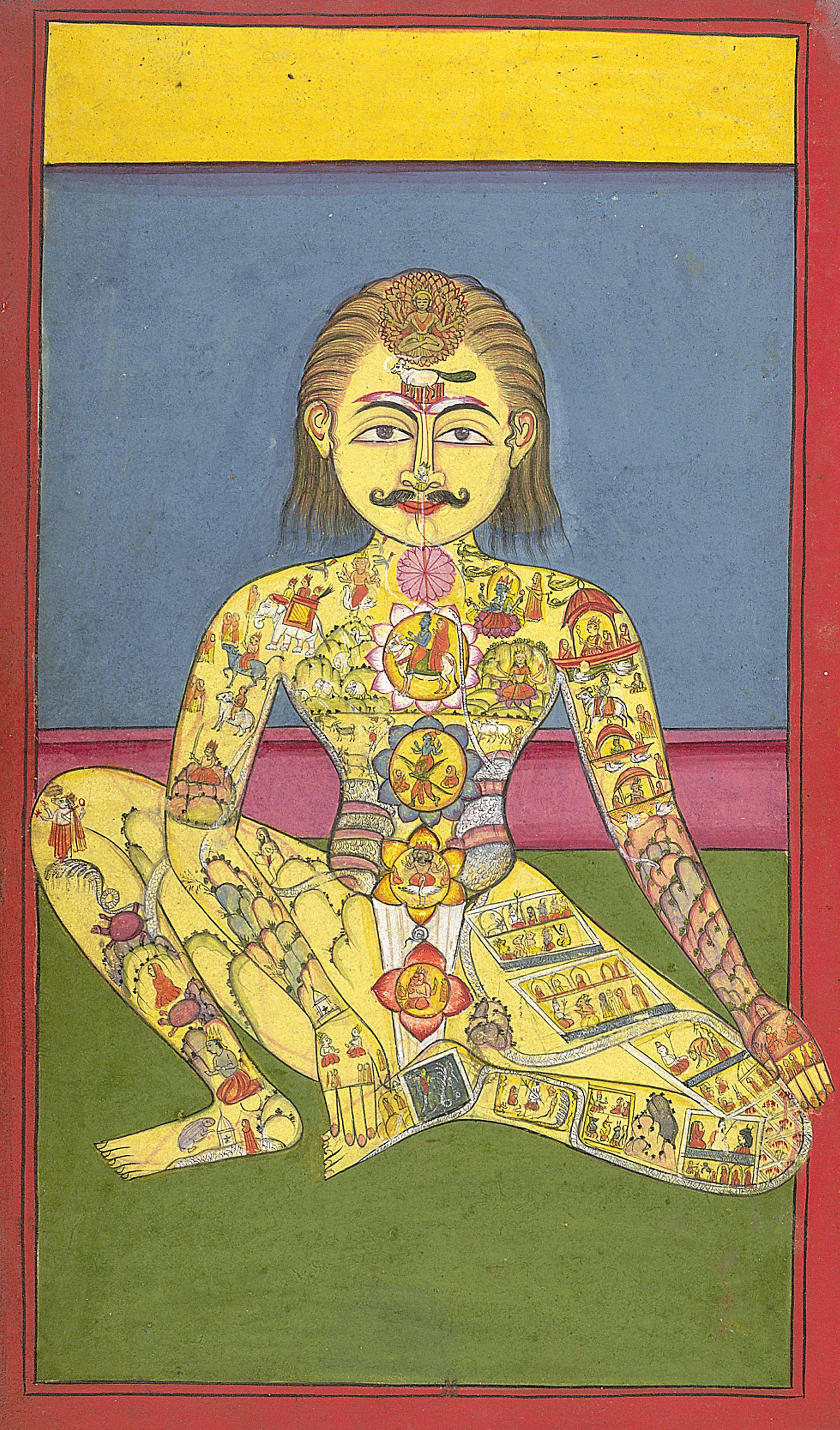
oude Tibetaanse kaart met de 7 Chakra's en de belangrijkste marmapunten

Koorcha (Koorcha-punt) is een marmapunt gelegen op de voet. Marmapunten worden in Oosterse filosofieën gebruikt bij massage, yoga, reflexologie en reiki. Men gelooft dat een marmapunt op een nadi ligt en zo een uitwerking kan hebben op een bepaald lichaamsdeel, proces of emotie
| Koorcha |                                                                        |
| ------- | ---------------------------------------------------------------------- |
| Positie | Koorcha is gelegen in het midden van de verdikking onder de grote teen |
| Functie | dit punt heeft invloed op de maag                                      |

## Overige marmapunten
Naar schatting zijn er 62.000 marmapunten in het lichaam. De belangrijkste 52 zijn: